# Seagoville
Seagoville – miasto w Stanach Zjednoczonych, w stanie Teksas, w hrabstwach Dallas i Kaufman.

## Demografia
Według przeprowadzonego przez United States Census Bureau spisu powszechnego w 2010 miasto liczyło 14 835 mieszkańców, co oznacza wzrost o 37,1% w porównaniu do roku 2000. Natomiast skład etniczny w mieście wyglądał następująco: Biali 67,2%, Afroamerykanie 16,8%, Azjaci 0,5%, pozostali 15,5%.